# Suzanne Nessim
Suzanne Beatrice Nessim, under en tid Jufors, född 25 december 1944 i Malmö, är en svensk målare, tecknare och grafiker.
Suzanne Nessim är dotter till affärsmannen Jean Nessim (1887–1946) och Ulla Hagberg (1918–1992, omgift med Carl-Olof Anderberg). På faderns sida är hon halvsyster till Nils Nessim som är far till Mona Tumba och Douda Werup som är mor till Jacques Werup. 
Hon är verksam i Stockholm men tidigare i bland annat Paris, Kalifornien och New York. Hon finns representerad vid  British Museum i London, Centre Georges Pompidou i Paris, Institut Tessin i Paris, Bibliotèque nationale i Paris, Städtisches Kunstmuseum i Bonn, Helsingborgs museum, Malmö museum, Göteborgs konstmuseum, Moderna museet, Nationalmuseum och Kalmar konstmuseum.
Hon har porträtterats av Mikael Timm i boken Om Suzanne Nessim, utgiven 2009 på bokförlaget Arena.
Suzanne Nessim var 1966–1974 gift med juristen Bo Jufors (född 1942), son till Curt-Holger Jufors och Lise-Lott Park, och 1981–1985 med arkitekturprofessor Lars Lerup (född 1940).